# مازير
مازير هي مدينة، في روسيا البيضاء، تقع في غومل أوبلاست، هي عاصمة Polesia Region ‏، وMazyr district ‏، بلغ عدد سكانها 112,187 نسمة وذلك حسب إحصائيات سنة 2014، تبلغ مساحتها 36 كيلومتر مربع، رمزها البريدي هو 247760.

## مدن توأم
المدن التوأم:
- Chojnice [الإنجليزية]‏.

## أعلام
- دميترو فوروبي
- كسينيا سيتنيك